# Grapholita compositella
Grapholita compositella es una especie de polilla del género Grapholita, tribu Grapholitini, familia Tortricidae. Fue descrita científicamente por Fabricius en 1775.
La envergadura es de unos 8–10 milímetros. Se distribuye por Europa: Reino Unido.